# Elachertus atus
Elachertus atus är en stekelart som beskrevs av Schauff 1985. Elachertus atus ingår i släktet Elachertus och familjen finglanssteklar. Inga underarter finns listade i Catalogue of Life.